# Mikoyan-Gurevich I-250
Mikoyan-Gurevich I-250 - (antes de 1981 algumas vezes chamado de MiG-7, e a partir de 1981 algumas vezes chamado de MiG-13, código de fábrica N) foi parte de um programa Soviético em 1944 para desenvolver um caça de alta performance, para combater as aeronaves turbojato Alemãs como os Me-262.

## Desenvolvimento e Design

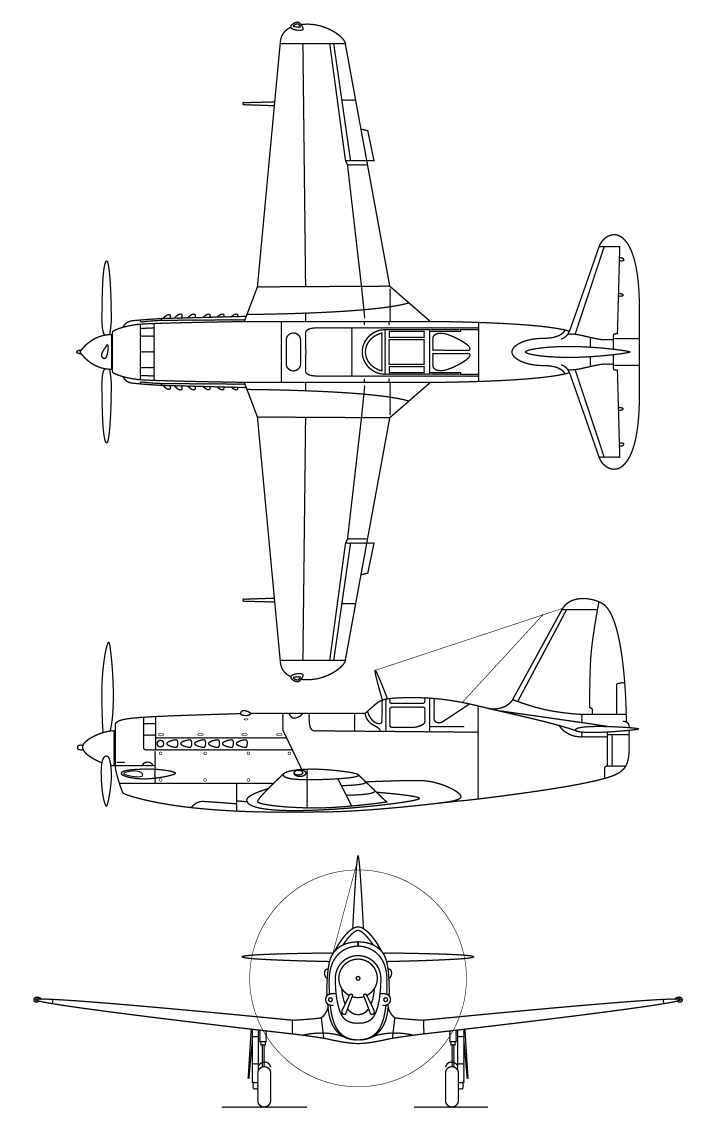
I-250

Em janeiro de 1944 os Soviéticos estavam cientes dos projetos bem sucedidos de aviões britânicos e americanos a jato e que os alemães estavam prestes a implantar propulsão a jato de foguetes em suas próprias aeronaves. A GKO em 18 de fevereiro, ordenou que o NKAP(comissão pupular para a indústria da aviação) que centralizasse as pesquisas do jato sob seu controle e que a KNAP estava para apresentar propostas para aliviar a situação dentro de 1 mês.
Como resultado desse encontro, a NKAP ordenou que os gabinetes de design da Lvochkin, Sukhoi, Yakovlec e a Mikoyan-Gurevich desenvolvessem e construíssem aeronaves a jato com extrema urgência.
Ciente dos problemas anteriores encontrados com novos sitemas de propulsão como as ramjet, a Sukhoi e a Mikoyan-Gurevich escolheram usar os VRDK (Vozdushno-Reaktivnyy Dvigatel' Kompressornyy — Motor à reação de compressão a ar). O motor de arranque do jato que estava em desenvolvimento desde 1942.[1]
O VRDK era um motor a jato, um tipo rudimentar de motor a jato onde era uma fonte de alimentação externa que acionava o compressor do motor. Ele forçava o ar para dentro das câmaras de combustão de aço inox onde o combustível era pulverizado por sete bicos injetores e queimados para fora do escape do bocal variável traseiro
No entanto as aeronaves eram amplamente convencionais no seu layout, então foi apresentado um novo sistema de propulsão o Termojato. Esse tipo rudimentar de motor a jato consistia de um motor a pistão Klimov VK-107R V-12 montado convencionalmente, guiando um propulsor tracional, conectado por uma haste de extensão a um compressor com sete queimadores de combustível.
Esse design produziu um jato propulsor qual era direcionado e acelerado por bocal variável na parte traseira. Esta mista configuração de motor habilitou o I-250 a alcançar uma velocidade máxima de 825 km/h (513 mph), mas não por mais de 10 minutos. Sem o motor a jato funcionando, a velocidade máxima era de 677 km/h (421 mph). O avião foi nomeado de I-250 (para istrebitel - caça - literalmente "destruidor"), esse também levou o código de designação de fábrica: aeronave N.
O primeiro protótipo voou em 3 de Março 1945. Em 5 de Julho 1945, ele quebrou devido a um dano na cauda, matando seu piloto de testes, Alexander Deyev. O testes continuaram no segundo protótipo. Ao mesmo tempo, o primeiro lote de 50 unidades foram comprados. Contudo, o desenvolvimento da aeronave encontrou inúmeros problemas, e não estava pronto para passar da fase de testes. Entretanto, os designers Soviéticos construiram seu primeiro verdadeiro caça a jato, o MiG-9 e Yak-15, o qual fez o I-250 obsoleto. Portanto, no início de 1947 a Força Aérea Soviéica cancelou o patrocínio do desenvolvimento. Foi decidido passar os aviões prontos para a Aviação Naval, Mas a aeronave continuou a não passar da fase de testes, o qual terminou em Abril de 1948.
De acordo com antigas fontes, 50 aeronaves foram construídas após 1945, e serviram com a Frota do Báltico e algumas unidades de caças do Norte até 1950 sob a designação MiG-13. No entanto, fontes Russas recentes afirmaram que o número de aviões prontos foi baixo — possivelmente somente 10-20 — e não há evidencias de que eles tenham entrado em operação, nem de terem recebido oficialmente a denominação de MiG-13, o qual deve ter sido reservado para a produção em série, se o I-250 tivesse passado da fase de testes.

## Operadores
União Soviética
- Aviação Naval Soviética

## Informações da Aeronave
- Nome: I-250
- Tipo: Avião de caça
- Fabricante: Mikoyan-Gurevich
- Primeiro voo: 3 de Março 1945
- Estado: Projeto cancelado
- Primeiro usuário: Aviação Naval Soviética
- Ano de produção: 1945-1947
- Unidades construídas: 50

## Especificações (I-250)
Especificações da aeronave.
- tripulação: 1
- comprimento: 8.2 m (26.9 ft)
- envergadura: 9.5 m (31.1 ft)
- altura: 3.7 m (12.1 ft)
- área: 15 m² (161.4 ft²)

- peso vazio: 2,935 kg (6,470 lb)
- peso carregado: 3,680 kg (8,113 lb)
- número de jatos: 1

Termojato
Esquema do caça
Mikoyan-Gurevich I-250 (N):
Amarelo: motor,
Verde: compressor,
Laranja: câmara de combustão,
Vermelho: duto de saída

- motor (prop): Klimov VK-107R com turbina VDRK de 600 kgf (1,322 lbf) de empuxo
- tipo de motor: Termojato
- número de motores: 1
- potência principal: 1,650 hp (1,230 kW)
- velocidade máxima: 825 km/h (512.6 mph)
- alcance: 1,380 km (857 mi)
- teto máximo: 11,900 m
- razão de subida: 1,086 m/min (3,562 feet/min)

armamento
- metralhadoras:  3 × 20 mm B-20 (100 tiros cada)